# جيمس بوش (سياسي)
جيمس بوش (بالإنجليزية: James Bush)‏ هو سياسي أمريكي، ولد في 13 فبراير 1955 ببنما سيتي في الولايات المتحدة. حزبياً، نشط في الحزب الديمقراطي. وقد انتخب عضو مجلس نواب فلوريدا.